# Eyeborg
L'eyeborg o eye-borg és un aparell cibernètic que típicament s'instal·la al cap de l'usuari i que està dissenyat per a poder escoltar els colors a través d'ones sonores. És usat majoritàriament per persones cegues o amb impediments visuals com daltonisme o acromatòpsia. Funciona amb una càmera instal·lada al cap que llegeix directament els colors davant l'usuari i els converteix a l'instant en ones sonores.

## Història
El primer eyeborg va ser creat a Anglaterra el 2003 per Adam Montandon en col·laboració amb l'artista acromatòpsic Neil Harbisson. L'invent, sota el projecte Bridging the Island of the Colourblind, va guanyar l'Innovation Award (Submerge 2004) premi britànic a la millor innovació de 2004 i el primer premi europeu en Content Tools and Interface Design (Europrix 2004). El 2007, Peter Kese, un desenvolupador de software de Kranj, Eslovènia, va realitzar més millores als eyeborgs mitjançant l'increment del nombre de tonalitats dels colors fins a 360 i afegint saturació de color a partir de diferents nivells de volum. El 2009, Matias Lizana, un estudiant de la Universitat Politècnica de Catalunya, va desenvolupar l'eyeborg en un xip com a part del seu TFG. El xip permet que els usuaris percebre fins i tot aquells colors imperceptibles per l'ull humà com l'infraroig i l'ultravioleta.

## El color com a escales de so
L'Escala Sonocromàtica Musical de Harbisson (2003) és una escala microtonal i logarítmica de 360 notes dins d'una octava. Cada nota correspon a un cert grau del cercle cromàtic. L'escala va ser introduïda al primer eyeborg l'any 2004.
L'Escala Sonocromàtica Pura de Harbisson (2005) és una escala no-logarítmica basada en la transportació de freqüències de llum a freqüències de so. L'escala descarta el color com a part del cercle cromàtic i ignora la percepció musical o algorítmica per sobrepassar els límits de la percepció humana. La introducció de la nova escala a l'eyeborg l'any 2010, permet als usuaris decidir si volen percebre els colors logarítmicament o no.

## L'eyeborg i la ceguera
Des del 2005, s'han donat eyeborgs a comunitats de cecs a Àsia, Europa i Amèrica amb l'objectiu d'ajudar els afectats a crear una percepció del color. La primera persona cega a provar l'eyeborg fou Sabriye Tenberken, seguida per estudiants cecs de Braille Without Borders, una organització internacional, i Sociedad de Ciegos de Pichincha a l'Equador.
El 2011, el vicepresident de l'Equador, Lenin Moreno, va anunciar que el seu govern col·laboraria amb la Cyborg Foundation per crear eyeborgs i noves extensions sensorials. El 2012, després d'ensenyar a l'Escola Politècnica de Pernambuco al Brasil, la Cyborg Foundation va firmar una aliança amb l'escola brasilenya per a crear eyeborgs i noves extensions sensorials.
Actualment els eyeborgs són considerats parts humanes i es donen en comptes de ser adquirits.